# آبشار کاسکاتا دل توسه
آبشار کاسکاتا دل توسه (به انگلیسی: Cascata del Toce) آبشاری است که در پیمونت، ایتالیا واقع شده و ارتفاع کلی ریزشگاه آن ۱۴۳ متر (۴۶۹ فوت) است.